# (21464) Chinaroonchai
(21464) Chinaroonchai (1998 HH88) – planetoida z grupy pasa głównego asteroid okrążająca Słońce w ciągu 3,46 lat w średniej odległości 2,28 j.a. Odkryta 21 kwietnia 1998 roku.